# Dorothy Hymanová
Dorothy Hymanová (* 9. května 1941 Cudworth) je bývalá britská atletka. mistryně Evropy v běhu na 100 metrů z roku 1962.
Jako sedmnáctiletá byla členkou stříbrné britské štafety na 4 x 100 metrů na evropském šampionátu ve Stockholmu v roce 1958. Na olympiádě v Římě v roce 1960 získala stříbrnou medaili v běhu na 100 metrů, na dvojnásobné trati pak bronzovou. Trojlístek medailí si odvezla z mistrovství Evropy v Bělehradu v roce 1962 – zvítězila v běhu na 100 metrů, na 200 metrů skončila druhá a byla také členkou britské štafety na 4 x 100 metrů, která doběhla třetí. Bronzovou medaili z této štafety vybojovala rovněž na olympiádě v Tokiu v roce 1964.

## Osobní rekordy
- 100 m – 11,54 s – 1964
- 200 m – 23,2 s – 1963